# Narziß Ach
Narziß Ach (Ermershausen, 1871. október 29. – München, 1946. július 25.) német pszichológus, egyetemi tanár.

## Élete
1890–1895 és 1898–1899 közt a Würzburgi Egyetemen orvostudományt és filozófiát tanult, doktori címét 1895-ben szerezte. 1895 és 1896 közt a Heidelbergi Egyetem pszichológiai laboratóriumában Emil Kraepelin mellett dolgozott. 1897-ben Amerikába utazott, ahol az utazási betegséget kutatta. Visszatérte után a Strasbourgi Egyetem farmakológiai tanszéke munkatársa lett. Ach az úgynevezett würzburgi iskola tagja, Oswald Külpe hallgatója volt. Kifejlesztette a "szisztematikus kísérleti önmegfigyelés" rendszerét. Fontos szerepe volt a koncepcióképzés megértésében. Több pszichológiai kísérleti eszköz feltalálója, tendenciaelméletét később az alkalmazott pszichológia több kérdésben is alkalmazta (például a járművezetés biztonsága tanulmányozásakor). 1933-ban Ach is aláírta a német professzorok hűségesküjét Adolf Hitler és a nemzetiszocialista állam számára. 1938-ban a Leopoldin Német Tudományos Akadémia tagja lett. 1911-ben vette feleségül tanítványát, Maria Elisabeth Mez-t (1891–1947), a botanikus Carl Christian Mez lányát, a költő Wilhelm Jensen lányát. Hat gyermeke született. 
1938-ban a Leopoldina Német Természettudományos Akadémia tagjává választották.

## Külső hivatkozások
- Saját munkái, illetve róla szóló munkák a Deutsche Netionalbibliothek oldalán
- Munkái a Worldcat oldalán

## Fordítás
- Ez a szócikk részben vagy egészben  a   Narziß Ach című angol Wikipédia-szócikk ezen változatának fordításán alapul.  Az eredeti cikk szerkesztőit annak laptörténete sorolja fel. Ez a jelzés csupán a megfogalmazás eredetét és a szerzői jogokat jelzi, nem szolgál a cikkben szereplő információk forrásmegjelöléseként.